# Goniotrichales
Ordre
Les Goniotrichales sont un ordre d’algue rouges de la sous-classe des Bangiophycidae, dans la classe des Bangiophyceae.

## Liste des familles
Selon AlgaeBase (7 août 2013) et World Register of Marine Species (7 août 2013) :
- famille des Goniotrichaceae Skuja